# 20 août 2015
Le jeudi 20 août 2015 est le 232e jour de l'année 2015.

## Décès
- Abdoulaye Lamana (né en 1933), homme politique tchadien
- Laurent Rossi (né le 22 mai 1948), auteur-compositeur-interprète français
- Lev Durov (né le 23 décembre 1931), acteur de théâtre et cinéma soviétique, puis russe
- Melody Patterson (née le 16 avril 1949), actrice américaine
- Michal Česnek (né le 23 mai 1979), joueur professionnel de hockey sur glace slovaque
- Michel Corvin (né le 10 septembre 1930), universitaire français
- Moza Sultan Al Kaabi (née en 1984), chirurgienne orthopédique émiratie

## Événements
- Démission du Premier ministre grec Aléxis Tsípras qui convoque de nouvelles élections législatives anticipées le 20 septembre
- Sortie du film Agents très spéciaux : Code UNCLE
- Sortie du film American Ultra
- Début de la série télévisée Battle Creek
- Sortie du film Boy 7
- Sortie du film She's Funny That Way
- Publication du recueil Dieu, les affaires et nous
- Sortie du film Southpaw
- Sortie de la chanson One Call Away
- Sortie du film Oups ! J'ai raté l'arche...
- Sortie du jeu vidéo Pac-Man 256
- Sortie du film Selfless
- Sortie du film Sinister 2
- Sortie du film Sunrise
- Publication du roman Titus n'aimait pas Bérénice
- Sortie du jeu vidéo Trine 3: The Artifacts of Power
- Sortie du film Une seconde mère
- Sortie du film Vive les vacances
- Sortie du jeu vidéo ZanZarah: The Hidden Portal